# 托比·柏金斯

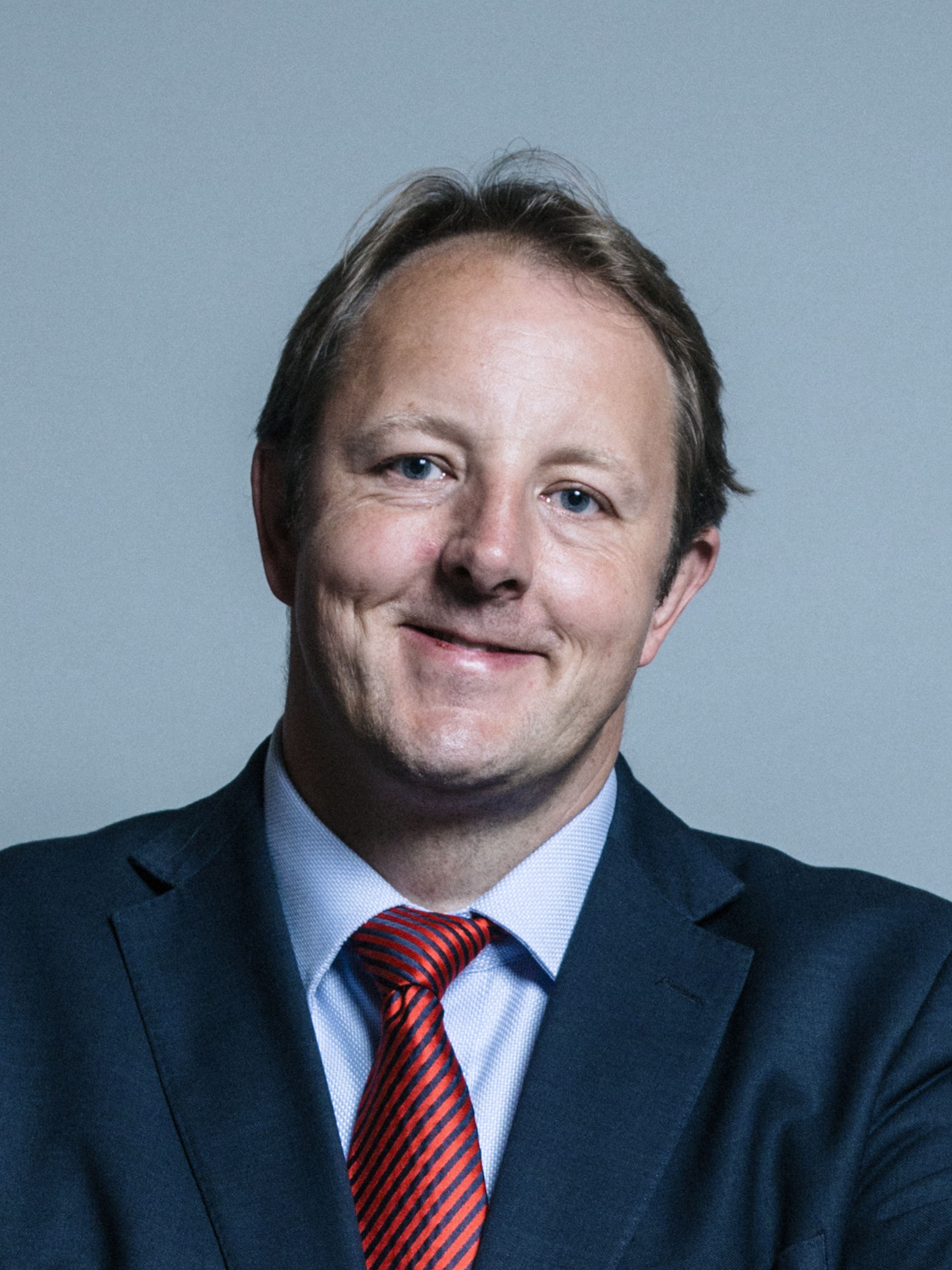

托比·柏金斯（Toby Perkins，1970年8月12日—）是一位英格蘭政治人物，他的黨籍是工黨。自2010年開始，他擔任切斯特菲爾德選區選出的英國下議院議員。他曾經是一位橄欖球選手。